# Formation Almond
Pour les articles homonymes, voir Almond.
La Formation Almond est une formation géologique située au Wyoming, en Amérique du Nord, dont les strates datant du Crétacé supérieur.
Des restes de dinosaures figurent parmi les fossiles retrouvés dans la formation.

## Paléofaune
| Dinosaures de la Formation Almond | Dinosaures de la Formation Almond | Dinosaures de la Formation Almond | Dinosaures de la Formation Almond | Dinosaures de la Formation Almond | Dinosaures de la Formation Almond | Dinosaures de la Formation Almond |
| Genre                             | Espèce                            | Lieu                              | Membre                            | Quantité                          | Notes                             | Images                            |
| --------------------------------- | --------------------------------- | --------------------------------- | --------------------------------- | --------------------------------- | --------------------------------- | --------------------------------- |
| Anchiceratops                     | Indéterminée                      |                                   |                                   |                                   |                                   |                                   |
| Dromaeosaurus                     | Indéterminée                      |                                   |                                   |                                   |                                   |                                   |
| Edmontonia                        | Indéterminée                      |                                   |                                   |                                   |                                   |                                   |
| Edmontosaurus                     | Indéterminée                      |                                   |                                   |                                   |                                   |                                   |
| Maiasaura                         | Indéterminée                      |                                   |                                   |                                   |                                   |                                   |
| Paronychodon                      | P. lacustris                      |                                   |                                   |                                   |                                   |                                   |
| Thescelosaurus                    | Indéterminée                      |                                   |                                   |                                   |                                   |                                   |